# 邹敬芳
邹敬芳（1885年—20世纪？），字兰甫，湖南临澧人。
邹敬芳早年先后毕业于湖南高等工业学校、日本早稻田大学。返国后，曾任湘西靖国军总司令部秘书长、广州军政府军政部秘书、国民政府法制委员会委员、中国国民党湖南省党部指导委员等，并曾任教于国立中山大学。抗日战争期间加入汪精卫政权，历任国民党中央执行委员、军事委员会第二厅厅长、行政院参事厅厅长、行政院副秘书长、国民政府政务参赞、全国经济委员会副秘书长、最高国防会议副秘书长等。